# ألان هارفي
ألان هارفي هو لاعب كرة قدم كندي، ولد في 11 أبريل 1942 في بارنسلي في المملكة المتحدة. لعب مع تورونتو فالكونز.